# つくば・市民ネットワーク
 つくば・市民ネットワーク（つくば・しみんネットワーク、英語: Tukuba Shimin Networkは、茨城県つくば市で活動する地域政党・政治団体。
茨城県つくば市内の生活クラブ生活協同組合の代理人運動部門である。

## 沿革
- 2003年、生活クラブ生協茨城つくば支部の有志により、つくば・市民ネットワークを発足。
- 2004年、永井悦子、瀬戸裕美子の2名がつくば市議会議員選挙で当選。
- 2005年、「つくば・市民ネットワーク通信」創刊。
- 2012年、宇野信子、北口ひとみ、皆川幸枝の3名がつくば市議会議員選挙で当選。
- 2016年、つくば市長選挙で推薦した五十嵐立青が当選、宇野、北口、皆川、小森谷佐弥香の4名がつくば市議会議員選挙で当選。
- 2020年、つくば市議会議員選挙で皆川、小森谷、浅野英公子、川村直子が当選[1]。
- 2022年、茨城県議会議員選挙に元市議の宇野がつくば市選挙区から立候補し当選、県議会に進出した。

## 党勢
2023年10月現在、茨城県議会議員が1名（宇野信子）、つくば市議会議員が4名（皆川幸枝、小森谷佐弥香、浅野英公子、川村直子）いる。全て女性議員である。
また市長の五十嵐立青を支持しており、つくば市政では与党の立場である。
茨城県には県内全域を活動地域にする代理人運動系の地域政党は存在しないが、取手市に「とりで生活者ネットワーク」があり、つくば・市民ネットワークとも交流がある。とりで生活者ネットワークには取手市議会議員が1名（根岸裕美子）所属している。